# 瓦克里勒布克
瓦克里勒布克（法語：Vacquerie-le-Boucq，法語發音：[vakʁi lə buk]）是法国上法蘭西大區加来海峡省的一个市镇，属于阿拉斯区。

## 地理
瓦克里勒布克（50°16'10"N, 2°13'9"E）面积3.3 平方千米，位于法国上法蘭西大區加来海峡省，该省份为法国北部沿海省份，西北濒北海，南至索姆省，东临北部省。
与瓦克里勒布克接壤的市镇（或旧市镇、城区）包括：康什河畔布贝尔、博夫勒、康什河畔孔希、阿图瓦地区福尔泰勒、鲁日费。

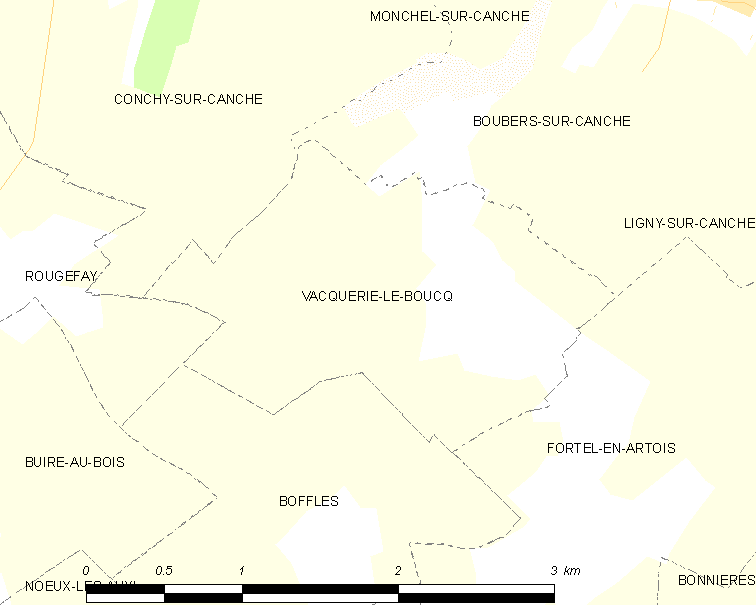
瓦克里勒布克的OSM定位图

瓦克里勒布克的时区为UTC+01:00、UTC+02:00（夏令时）。

## 行政
瓦克里勒布克的邮政编码为62270，INSEE市镇编码为62833。

## 政治
瓦克里勒布克所属的省级选区为泰努瓦斯河畔圣波勒县。

## 人口

1962-2008年间瓦克里勒布克人口变化图示

瓦克里勒布克于2022年1月1日时的人口数量为70人。